# 日建学院

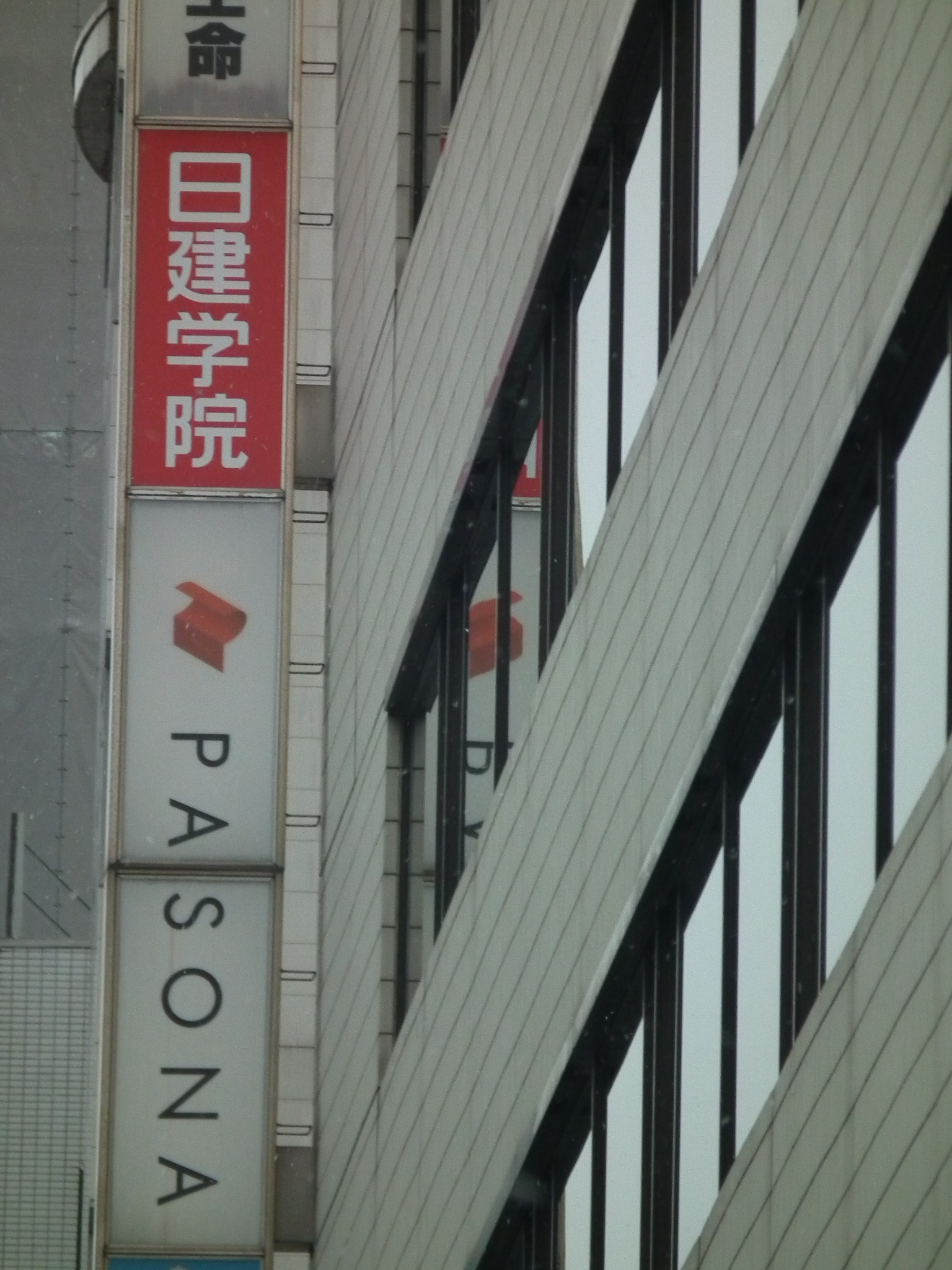
日建学院姫路校

日建学院（にっけんがくいん）は、日本の建築、不動産に関する資格を取得するための受験対策の講座を開講している資格試験予備校。　
運営主体は、積算ポケット手帳、コンフォルト（インテリア雑誌）をはじめとする建築業関連雑誌、書籍を出版する（商号）株式会社建築資料研究社。現在全国179か所に教室を展開。
なお、日建設計とは無関係。

## グループ
- 株式会社建築資料研究社（日建学院の運営主体）。馬場瑛八郎により「原図資料集」の出版・販売会社として1969年創業[1]。
- 日建学院：建築士や宅地建物取引士など建築土木関係の資格取得を目的としたライセンススクール。2010年からは厚生労働省が推し進める緊急人材雇用対策の基金訓練講座を多数開校している。
- 日建工科専門学校グループ：学校教育法に基づく専修学校・専門学校。全国に7校。
- 日建学院キャリアアップセンター：基金訓練専門に開校された校舎。新宿東口・池袋東口・池袋西口などにある。24時間型のキャリア取得のための個別ブースもある。
- 株式会社日建学院：国土交通省所管の監理技術者講習や宅地建物取引士実務講習・建築士定期講習などを行う。資格試験予備校である日建学院とは別。
- 株式会社ニッケン・キャリア・ステーション：建築系の総合人材バンクとして2001年設立。2010年度より基金訓練と連動したニッケンジョブサーチセンターを全国10か所に設置し就職あっせん事業にも取り組み始めた。
- ニッケンアカデミー：インターネットを利用した小中高校生向け映像学習システム「e-school」をニッケンアカデミーの教室や学習塾へ配信している。
- 日建ウッドシステムズ株式会社：住宅事業
- アーバンツーリスト株式会社：
- 株式会社日本映像教育社：
- 有限会社 那須ビッグファーム：
- ニッケン舟見荘：鬼怒川温泉に立地する温泉宿泊・研修施設

## 歴史
- 1969年8月：株式会社建築資料研究社設立。
- 1976年：日建学院開設
- 1982年：東京日建工科専門学校開校

## 所在地
- 本社：東京都豊島区池袋2-50-1。